# توليد الميثان
توليد الميثان (بالإنجليزية: methanogenesis)‏ هو اسم عملية تكوين الميثان عن طريق ميكروبات تسمى مولدات الميثان. يلعب الميثان دوراً مهماً في دورة الكربون على الأرض، حيث تعدّ عملية توليد الميثان مرحلة أخيرة من تدفق الكربون إلى العديد من البيئات اللاهوائية، بما في ذلك رواسب المياه العذبة، البحرية، المستنقعات، التربة المغمورة، البيئات الجرثومية والمسالك المعوية للحيوانات. ويمكن أن يكون الميثان المنبعث من البيئات اللاهوائية مصدر للكربون والطاقة لدى البكتيريا الهوائية، ويمكن أن ينبعث إلى الغلاف الجوي فيكون مشاركاً رئيسياً في التفاعلات الكيميائية في الغلاف الجوي وفي غاز الدفيئات.
تعد دراسة علم البيئة لمولدات الميثان أسهل من دراسة المجموعات الميكروبية الأخرى؛ لأنها تحمل تفاعلات محددة ما يؤدي إلى سهولة تتبع تدفق الكربون في البيئات اللاهوائية، ولأن لباعثات الكربون خصائص مميزة (مثل مقاومة المضادات الحيوية، ووجود العامل المرافق F420) ما يسهل تعدادها في البيئات الطبيعية. سيناقش هذا الفصل علم البيئات اللاهوائية الباعثة للميثان، مع التركيز على الخصائص الفسيولوجية لأهم باعثات الهيدروجين لبيئاتهم وكيف تؤثر فسيولوجية باعثات الميثان على تدفق الكربون والإلكترون إلى هذه البيئات. ويمكن استشارة علماء باعثات الميثان من أجل المزيد من المعلومات حول بيولوجيا الكائنات الدقيقة اللاهوائية والعمليات التي تؤدي إلى انبعاث الميثان في الغلاف الجوي.
هناك تطبيقات عديدة لتوليد الميثان، إحداها علاج المخلفات العضوية اللاهوائية المستخدم في مصانع تكرير مياه الصرف الصحي منذ ما يقارب القرن. وهناك توجه جديد لعلاج المخلفات الصناعية والزراعية المختلفة باستخدام طرق توليد الميثان، حيث يمكن أن يكون نظام علاج المخلفات بهذه الطريقة موفراً ومولداً للطاقة. وهناك توجه جدي نحو استخدام الطرق التي تتضمن الميثان في علاج المخلفات السامة، مثل المركبات العضوية المهلجنة والعطرية.وهناك بيئات مولدة للميثان أخرى من صنع الإنسان مثل مكبات النفايات الصحية، حيث يتم جمع غاز الميثان من هذه المواقع.

## البكتيرياالمولدة للميثان
تقوم الكائنات الحية الدقيقة بتوليد الميثان وتسمى المولدة للميثان، تصنف ضمن البكتيريا القديمة أو الاركيا وتنتج غاز الميثان كناتج ثانوي لعملية الايض عند نقص الاكسجين، حيث تقوم بإنتاج الميثان من خلال استهلاك ثاني أكسيد الكربون وغاز الهيدروجين. عادة ما تكون هذه البكتيريا كروية الشكل أو على شكل عصيات وتمتاز بأنها كائنات لاهوائية ولا تسطيع العيش بوجود الاكسجين. جدارها الخلوي لا يتكون من البيبتيدوجلايكان بل بما يشبه، ويوجد 50 نوع منها يعيش في بيئات مختلفة تمتاز بالحرارة العالية والملوحة وأيضا الضغط العالي تتمثل في البيئات الرطبة مثل المستنقعات والمجاري وفي الجهاز الهضمي للحيوانات مثل المجترات والبشر وفي الرواسب البحرية.

## تركيب الخلية
للبكتيريا العتيقة عدة احجام، اشكال وتركيبات مختلفه لا تختلف عن الخلايا البكتيرية هناك شكلان من الخلايا طولية الشكل ودائرية كروية، هذه الأشكال هي المسيطره على إنتاج الميثان تشمل الخلايا الطولية، بعض الامثله منها الميثانية النيابية، اما الامثلة على الخلايا الكروية منها الميتانية الكروية والميثانية الجينية، هي ايضاً كروية؛ لكنها غير منتظمة الشكل، البكتيريا المنتجة الميثان لا تقتصر على هذه الاشكال فقط لكنها تحتوي أنواع مختلفه من الخلايا المستديرة الرقيقه الطويلة والرزمية.

## عمليات الايض في تكوين الميثان
الخاصية الايضية التي توحد الاصناف المختلفه من البكتيريا المنتجه للميثان، هي قدرتها على الدمج ما بين عملية الاكسدة للهيدروجين وعملية الاختزال لثاني اكسيد الكربون. علاوه على ذلك، قدره العديد من الكائنات على النمو بطريقه ذاتية التغذية تشير إلى القدرة الحيوية الهائلة لهذه الميكروبات. تتميز البكتيريا المولده للميثان عن باقي الكائنات التي تتغذى تغذية ذاتية (استخدام ثاني اكسيد الكربون كمصدر وحيد للكربون) في ان عملية ايض ثاني اكسيد الكربون تتضمن تثبيت للكربون الخلية والحد من الميثان.
في الوقت الحاضر لا يعرف الا القليل عن ردود الفعل الاولية المشاركة في اختزال ثاني اكسيد الكربون إلى غاز الميثان وتثبيت غاز ثاني اكسيد الكربون داخل وسط الخلية. لم يحدد بعد إذا خطوات الاختزال الأولى في عملية تثبيت غاز ثاني اكسيد الكربون إلى الكربون وغاز الميثان تنطوي على مسار مماثل ام لا.
هنالك اثنين من المكونات الكيميائية الحيوية لعملية تكوين الميثان تم اكتشافهم حديثا في مختبر ر.س ولف، حيث أنهم يعملان على ايجاد مسار جديد لفهم عمليتا أكسدة الهيدروجين واختزال ثاني أكسيد الكربون. أحدهم الانزيم المساعد في تكوين المثيل، حيث أنه قام الباحثان ولف وبرايد باكتشافه ثم قاما بتصنيعه كيميائياً وعزله على أساس أنه عامل مساعد مستقر حراريا في سلالة البكتيريا المصنعة للميثان(MOH.)، بالإضافة إلى اكتشاف وجوده في كائنات أخرى مصنعة للميثان. العامل المساعدM الذي صيغته الكيميائية (HSCH2CH2SO3) تم تحديد هيكله وتصنيعه كيميائيا بواسطة تايلور وولف، حيث بدؤوا عملهم بعزل العامل المساعد على هيئة حمض (2,2'-dithiodiethanesulfonic acid) والذي يتواجد على هيئة نشطة تسمى (2- mercaptoethanesulfonic acid)، وأيضا قاما بفحص مبسط لوصف العامل المساعد (M) وربطوه بالظروف الانزيمية الضرورية لتكوين الميثان أو تفكيكه بمساعدة هذا العامل المساعد.
المركب الضوئي ذو الوزن الجزيئ القليل (ف420) ظهر وجوده في البكتيريا التي تم اختبارها إلى الآن، شيزمن وال هم أول من وصفوا خصائص هذه الصبغة وعلاقتها في ايض الهيدروجين لسلالة البكتيريا المولده للميثان، لكن تركيب هذه الصبغة لم يعرف بعد، يكون امتصاصه الاعلى على موجه 240 نانوميتر عند اختزاله كما ويخسر امتصاصه على موجه 420 نانوميتر عند تاكسده، كما انهم يعتقدون ان تدمير شكل الانزيم يحدث بالهواء، لان عند اختزاله تكون الانزيمات مرتبطه مع ف420 وتكون مستقره، لكن عندما يتم اكسدته تتحرر هذه الانزيمات وتكون غير مستقره.
وجد تي زنج ان اختزال نيوكليوتيد البيريميدين لهذه البكتيريا مرتبط أيضا بهذه الصبغة كما ان اكسدة مركب الفورمات والهيدروجين الموجود في جينوم م.رومينانتيوم، تتم من خلال هذه الصبغة لينتج اختزال ثنائي نوكليوتيد الأدنين وأميد النيكوتين.
عملية اكسدة الهيدروجين في البكتيريا المولدة للميثان مرتبطة بالصبغة، ومن المثير للاهتمام ان كل من العامل المساعد (M) وف 420 مركبات فريده للبكتيريا المولده للميثان، يتمثل دورهم في حمل الكترون (ف 420) أو حامل للمركب النشط الميثيل(العامل المساعد M).
على سبيل المثال: يمكن استعمال البروتين الناقل للالكترونات المرتبط ب ف 420 بدلا من فيريدوكسين، الفيريدوكسين لم يتم عزله أو التعرف عليه من زراعة نوع واحد من الكائنات الحية التي تصنع الميثان. أضاف تزينج وآل أن الفيريدوكسين الذي تنتجه (C. pasteurianum) لا يمكنه أن يحل محل ف 420 في التفاعلات التي يستخدم خلالها هذه الصبغة، وأيضا أن ف 420 أو خلاصات ال (MOH.) أو خلاصات (M. ruminantium) لا يحلوا مكان الفيريدوكسين المستخدم في تفاعلات يدخل فيها البيروفيت كما في البكتيريا (C. pasteurianum).
السايتوكرومات من نوع(c) و (b) لم يتم اكتشافها في أي من البكتيريا المصنعة للميثان، لأن هذا مهم في فهم استقلاب الطاقة في الكائنات التي تصنع الميثان، حيث أن باقي الكائنات الحية في عميلة نقل الالكترونات في الفسفرة كانت تعتمد على السايتوكرومات. على العلم أن آليات الفسفرة التأكسدية (oxidative pho f oxidative phosphorylation spholrylation) ونقل الالكترونات في الفسفرة (electron transport phosphorylation) لم يتم برهانها في الكائنات المصنعة للميثان.
اضافه إلى ذلك، البكتيريا المولده للميثان تستخدم الهيدروجين، ثاني اكسيد الكربون، الفورمات وميثانول كركيزه للتوليد الميثان، المكتشف باركر اقترح آلية موحدة لحساب توليد الميثان من هذه ركائز.
ان ركائز عملية توليد الميثان ترتبط وتتحد مع حامل أو أكثر، بالنهاية سوف يتم اختزالهم إلى الميثان مع اعاده توليد الحوامل. فاكتشاف العامل المساعد M ساعد في تفسير هذا المخطط.

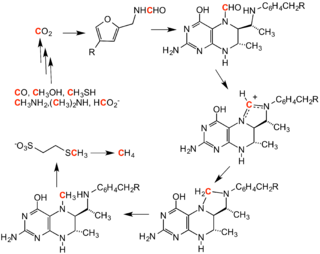

## أماكن إنتاج الميثان
- في المجترات:

يحدث التخمر المعوي في احشاء بعض الحيوانات، وخاصة الحيوانات المجترة مثل الابقار والاغنام وغيرها، ففي بداية الجهاز يوجد كائنات دقيقه تشمل مولدات الميثان، فتقوم بهضم السلولوز إلى اشكال قابلة للاستخدام من قبل الحيوان. من دون هذه الكائنات لن تستطيع الحيوانات المجترة استهلاك العشب، فالنواتج اللازمة لتصنيع الميثان يتم امتصاصها عن طريق القناة الهضمية، حيث يتم تحرير الميثان من قبل الحيوان عن طريق التجشؤ، ان متوسط كمية الميثان الذي تنتجه البقرة في اليوم الواحد هو 250 لتر من الغاز.
- في البشر:

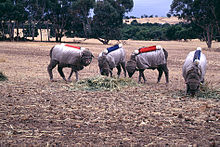

بعض البشر يخرج الغازات المحتوية على غاز الميثان. في أحد الدارسات التي تناولت 9 عينات من براز البشر، اظهرت النتائج ان خمسة فقط من العينات التي تمت عليها الدراسة تحتوي كائنات دقيقه تستطيع ان تنتج الميثان  وقد تم الحصول عليها من داخل المستقيم. وقد تبين ان الغازات التي ينتجها البشر تحتوي بمعدل 10% من الميثان من مجمل الغاز المنتج.
- في النباتات:

بعض الدراسات اقترحت ان الانسجة الموجودة في اوراق النباتات تبعث غاز الميثان. اشارت دراسات أخرى ان النباتات تقوم بامتصاص الميثان من التربة ومن ثم ينبعث عن طريق الانسجة الموجودة باوراقها.
- تحت الأرض:

في البيئات الموجودة تحت سطح الأرض الخالية من الاكسجين، لوحظ وجود منتجات الميثان، الناتجة من تحلل المواد العضوية. مصدر المواد العضوية هي النفايات المطمورة من قبل الإنسان، ومن المواد المترسبة في قاع البحيرات والمحيطات، والرواسب التي تشكلت على هيئة صخور حيث تقوم مولدات الميثان بتحليل هذه المواد العضوية وإنتاج غاز الميثان.

## علاقه توليد الميثان مع البيئة
تتضمن البكتيريا القديمة المولدة للميثان مجموعة متنوعة من الكائنات التي تعيش في ظروف بيئية مختلفة. تعيش هذه البكتيريا في درجات ملوحة مختلفة، ابتداءً من الماء العذب إلى البيئات عالية الملوحة، ويعيش معظمها في المياة العذبة ومياه البحر والقليل منها في البيئات عالية الملوحة.
تتوقف عملية إنتاج الميثان عندما تكون درجة حرارة البيئة المحيطة أقل من 15 سيلسيوس، لكنها تظهر عندما تصل درجة الحرارة إلى ما يقارب 100 سيلسيوس، وتتواجد البكتيريا القديمة في كلتا البيئات. ومن الامثلة على ذلك ال(Methanoculleus submarines) التي تعيش في البيئات التي تصل حرارتها إلى 15 سيلسيوس، بينما تعيش ال (Methanopylus kandleri) في البيئات التي تصل حرارتها إلى 100 سيلسيوس، وهنالك العديد من مولدات الميثان الأخرى التي تعد محبة للحرارة، مثل (Methanococcus jannaschii) التي تعيش في بيئات تصل درجة حرارتها إلى 85 سيلسيوس.
من المنطقي أن تحتوي البكتيريا المحبة للحرارة على محتوى عال من القواعد (غوانين وسايتوسين) لكن هذا الاعتقاد خاطئ، فلقد تم ايجاد بروتين متصل بالهستون يعمل على الارتباط بالحمض النووي DNA، تكمن وظيفة هذا البروتين في رفع درجة الذوبان، وبالتالي العيش في البيئات الصعبة. من العوامل الأخرى التي تساعد مولدات الميثان على تحمل مثل هذه البيئات هو احتواؤها على الإنزيم DNA topoisomerase، الذي يعمل على لف سلاسل الحمض النووي بصورة أكثر إحكاماً وبالتالي زيادة الاستقرار.
تعيش معظم مولدات الميثان في بيئات متعادلة من ناحية الحمض والقاعدة، إلا أن بعضها تفضل البيئات ذات القاعدية العالية والبعض الآخر تفضل البيئات القاعدية المعتدلة، إلا أن درجة الحموضة المثالية لإنتاج الميثان تكون بالقرب من 6.

## تأثير إنتاج الميثان
- تأثير غاز الميثان في ظاهرة الاحتباس الحراري:

غاز الميثان الجوي يلعب دور مهم في الغلاف الجوي، اذ يؤثرعلى ظاهرة الاحتباس الحراري 25 مره أكثر من ثاني اكسيد الكربون، وقد لا تكون المساهمة كاملة حيث يمكن استغلال الميثان بشكل مفيد لمعالجة النفايات العضوية لإنتاج مركبات مفيدة، كذلك يمكن جمع الميثان واستخدامه كغاز حيوي وكوقود.
- تأثير توليد الميثان على اطراف كوكب الأرض:

أن وجود الميثان في الغلاف الجوي له دور في الابحاث العلمية حول الحياة خارج الكوكب، ان وجود الميثان في الغلاف الجوي سينتفي الا إذا أثبت عكس ذلك. إذا تم اثبات وجود الميثان عن طريق استخدام المطياف، في حينها سيثبت وجود حياة خارج الكوكب. هذا ما تم مناقشته في وكالة ناسا الفضائية عندما تم اكتشاف الميثان في الغلاف الجوي للمريخ.